# HTV
HTV (anteriormente uma sigla de Hispanic Television) é um canal de televisão paga latino-americano que transmite vídeos musicais hispânicos. É de propriedade da Warner Bros. Discovery International e também está disponível nos Estados Unidos e na Europa. Transmite gêneros musicais latinos como balada, salsa, merengue e outros ritmos populares da região, introduzidos pelos próprios artistas como VJs.
O canal iniciou suas operações em 1º de janeiro de 1995 para a América Latina, com sede em Miami, sob a direção de Bob Béhar e Daniel Sawicki, da Hero Communications.
Em março de 1999, o canal foi adquirido pelo Cisneros Television Group, que passou a se chamar Claxson Interactive Group em 2000, após a fusão com a Ibero American Media Partners e o portal El Sitio. Em outubro de 2000, o canal foi relançado com uma imagem e gráficos renovados, recebendo um novo logotipo pela primeira vez e incluindo nova programação.
Em 2006, a Turner Broadcasting System comprou o conjunto de canais da Claxson, que incluía redes regionais como Glitz, Infinito, I.Sat, Much Music, Retro e Space. Desde 2007, pertenece ao grupo WarnerMedia, sendo operado por sua subsidiaria WarnerMedia Latin America.